# Puntate de Il Gattopardo
La miniserie televisiva Il Gattopardo, composta da 6 episodi, è stata pubblicata in prima visione in streaming sulla piattaforma Netflix il 5 marzo 2025. 
| nº | Titolo     | Data pubblicazione |
| -- | ---------- | ------------------ |
| 1  | Episodio 1 | 5 marzo 2025       |
| 2  | Episodio 2 | 5 marzo 2025       |
| 3  | Episodio 3 | 5 marzo 2025       |
| 4  | Episodio 4 | 5 marzo 2025       |
| 5  | Episodio 5 | 5 marzo 2025       |
| 6  | Episodio 6 | 5 marzo 2025       |

## Episodio 1
Palermo, 1860. Giuseppe Garibaldi sta per arrivare in Sicilia con i suoi 1000 soldati. Il Gattopardo,  Fabrizio Corbera principe di Salina, è preoccupato da questa invasione e si mette al sicuro con i suoi familiari fuori città. Il nipote Tancredi Falconeri si è unito a coloro che stanno spianando la strada ai garibaldini con continui disordini in città e per questo viene arrestato ma il principe riesce ad ottenerne la liberazione tegola so dei terreni al governatore Leonforte. Il ragazzo, che nutre del sentimento ricambiato per la cugina Concetta, fatta rientrare in fretta e furia dal convento, con il benestare dello zio si unisce ai garibaldini appena sbarcati.

## Episodio 2
Giugno 1860. Dopo due mesi di combattimenti Garibaldi e i suoi soldati hanno la meglio e vengono accolti in trionfo in città. Il Gattopardo sta cercando il modo di trasferirsi con la famiglia nella residenza estiva di Donnafugata e riesce a dissuadere il colonnello Bombello, presentatogli da Tancredi, concedendogli in cambio di ballare con la figlia Concetta a una festa. Il principe osserva l’inesorabile decadenza del proprio ceto e guarda con disprezzo quello borghese che sta prendendo campo. La famiglia Corbera riesce finalmente a trasferirsi a Donnafugata dove viene accolta dal nuovo sindaco Don Calogero Sedara il quale si affretta a presentare la figlia Angelica al principe per entrare nelle sue simpatie. Nel frattempo Concetta si confida con padre Pirrone riguardo al suo sentimento per Tancredi e il prelato riporta tutto al principe.

## Episodio 3
Tancredi e Angelica a cena con i Corbera ridacchiano spazientendo Concetta. Il principe affronta Tancredi anche per capire che intenzioni abbia con sua figlia. Il ragazzo spinge l’amico soldato Cavriaghi a fare la corte a Concetta e questo, vedendosi rifiutato, finisce per rivelarglielo. Tancredi intanto si avvicina ad Angelica e il principe si accorda con Don Calogero per combinare il matrimonio tra i due facendo disperare sua figlia. Nel frattempo si vota l’annessione della Sicilia al costituendo Regno d’Italia e il plebiscito per il sí è unanime sebbene Don Calogero venga contestato in piazza per aver truccato i voti.

## Episodio 4
1861. Tancredi e Angelica dopo il matrimonio si trasferiscono a Torino dove al ragazzo viene offerto un ruolo nel nuovo Governo. Concetta intanto decide di allontanarsi dalla famiglia facendo ritorno in convento con l’intenzione di prendere i voti anche se il padre farà di tutto per riportarla a casa. Intanto Don Calogero vuole mettere le mani su alcuni terreni preziosi a Lercara che la Chiesa vorrebbe vendere e Paolo Corbera di Salina, a differenza del padre, si fa coinvolgere ma muore per un incidente a cavallo. La notizia giunge a palazzo Salina mentre è in corso un colloquio con un funzionario piemontese, il cavaliere Chevalley di Monterzuolo, incaricato di offrire al principe la carica di senatore che lui rifiuterà dichiarandosi un esponente del vecchio regime: il principe, disperato, uccide il cavallo del figlio.

## Episodio 5
Dopo la morte del figlio, il principe, accompagnato da Concetta, si reca a Torino dove viene accolto dal nipote Tancredi e dal cavaliere Chevalley di Monterzuolo che lo introducono nei palazzi del potere. Concetta intanto rivede sia Bombello che Tancredi. Il principe scopre che Angelica tradisce il nipote con l’ambasciatore Charroux e glielo riferisce rimanendoci male quando scopre che il ragazzo ne è al corrente. Il Gattopardo decide di non accettare la proposta di diventare senatore e suggerisce il nome di Don Calogero al cavaliere Chevalley di Monterzuolo. Tancredi intanto ottiene un incarico da luogotenente a Parigi.

## Episodio 6
Una sera, durante una delle feste del Gattopardo, Tancredi e Concetta.  
Il principe viene a sapere dal governatore Leonforte che Don Calogero e Russo vogliono i terreni che lui gli aveva regalato in cambio della liberazione di Tancredi e, dato che lui non può farlo, chiede proprio a Sedara di comprarli a prezzo di mercato. Un giorno mentre passeggia con Concetta il principe ha un malore. La famiglia rimane scossa quando  scopre che è gravemente malato e Concetta chiede a Tancredi di starle vicino come amico. In punto di morte il principe chiede a Concetta di guidare suo fratello Francesco che erediterà il titolo. Dopo la morte del principe a sorpresa i figli fanno sapere a Russo di aver comprato i terreni da Leonforte con i soldi proprio di Don Calogero.